# Ski (produttore)
David Willis, meglio noto come Ski o Ski Beatz (Greensboro, ...), è un produttore discografico statunitense, che lavora principalmente nel campo della musica hip hop.

## Biografia
Scoperto da DJ Clark Kent, Ski era noto inizialmente con lo pseudonimo "MC Will-Ski" sul finire degli anni ottanta. A inizio anni novanta, Ski si trasferisce a New York City e diviene membro del gruppo Original Flavor, primo gruppo gestito dal futuro produttore discografico Damon Dash. A metà anni novanta, Ski inizia a lavorare all'album d'esordio del duo Camp Lo, Uptown Saturday Night, quando Damon Dash lo chiama per lavorare all'album d'esordio di un altro suo artista, Jay-Z. L'album di Jay-Z, Reasonable Doubt, è pubblicato nel 1996, firmando la prima grande produzione di Ski che produce quattro tracce del disco, inclusi i singoli Feelin' It e Dead Presidents. I brani, caratterizzano la maggior parte del resto della produzione di Ski Beatz tra la metà e la fine degli anni novanta.
Dopo il successo di critica di Reasonable Doubt, Ski crea la Roc-A-Blok Production, affiliata all'etichetta di Jay-Z e Damon Dash Roc-A-Fella Records, lavorando con Camp Lo e Sporty Thievz. Ski produce interamente l'album d'esordio dei Camp Lo, uscito nel 1997, incluso il singolo di successo Luchini aka This Is It. Ski Beatz continua a lavorare con Jay-Z anche in In My Lifetime, Vol. 1. In seguito, il producer è costretto a chiudere la Roc-A-Blok Production, pur continuando a rimanere attivo nel campo musicale producendo per artisti quali Nature, Foxy Brown, Lil' Kim, Ras Kass e Proof. Dopo molti anni, Ski ritorna a collaborare con Damon Dash entrando nella sua etichetta, la DD172, e in collettivo nominato successivamente 24-Hour Karate School. Con questa label, pubblica il suo album di debutto, l'auto-prodotto 24 Hour Karate School, in onore del collettivo, nel 2010. Nel frattempo continua a produrre per artisti quali Jay Electronica, Mos Def, Jean Grae, Curren$y e Joell Ortiz.

## Discografia
Album in studio
- 2010 – 24 Hour Karate School
- 2011 – 24 Hour Karate School 2
- 2011 – Love & Rockets Vol. 1: The Transformation (con Murs)
- 2011 – Embedded (con i Looksmith)
- 2012 – 24 Hour Karate School Presents: Twilight